# Catégorie dérivée
La catégorie dérivée d'une catégorie est une construction, originellement introduite par Jean-Louis Verdier dans sa thèse et reprise dans SGA 4½, qui permet notamment de raffiner et simplifier la théorie des foncteurs dérivés. 
Elle a amené à plusieurs développements importants, ainsi que des reformulations élégantes par exemple de la théorie des D-modules et des preuves de la correspondance de Riemann-Hilbert (en) qui généralise le vingt-et-unième problème de Hilbert. En particulier, le langage des catégories dérivées permet de simplifier des problèmes exprimés en termes de suites spectrales.
Cette construction met également à jour la dualité de Verdier (en), une généralisation de celle de Poincaré et de celle d'Alexander.

## Construction
Soit A une catégorie abélienne. 
On note {\displaystyle C({\mathsf {A}})} la catégorie (additive) des complexes de chaînes sur A. 
On note {\displaystyle K({\mathsf {A}})} la catégorie (additive) dont les objets sont ceux de {\displaystyle C({\mathsf {A}})} et les morphismes sont les classes de morphismes de {\displaystyle C({\mathsf {A}})} équivalents par homotopie. {\displaystyle K({\mathsf {A}})} est en particulier une catégorie triangulée.
Si on note {\displaystyle X^{\bullet },Y^{\bullet }} des objets de {\displaystyle K({\mathsf {A}})} (ce sont des complexes de chaînes), un morphisme {\displaystyle f:X^{\bullet }\to Y^{\bullet }} est appelé quasi-isomorphisme s'il induit un isomorphisme en cohomologie. On note Q la collection des quasi-isomorphismes, alors la catégorie dérivée {\displaystyle D({\mathsf {A}})} de A est la localisation de {\displaystyle K({\mathsf {A}})} par Q.
En se restreignant aux complexes bornés inférieurement, supérieurement ou bornés, on construit respectivement {\displaystyle D^{-}({\mathsf {A}})}, {\displaystyle D^{+}({\mathsf {A}})} et {\displaystyle D^{b}({\mathsf {A}})}
Il est également possible de définir la catégorie dérivée d'une catégorie exacte.

## Lien avec les foncteurs dérivés
La catégorie dérivée est un objet dont les morphismes ne peuvent pas en général être manipulés aisément, au contraire de la catégorie {\displaystyle K({\mathsf {A}})}. Il existe un foncteur canonique 
{\displaystyle Q:K({\mathsf {A}})\to D({\mathsf {A}})}.
Si {\displaystyle F:K({\mathsf {A}})\to K({\mathsf {B}})} est un foncteur, on dit que le foncteur dérivé à droite {\displaystyle RF} existe si le foncteur {\displaystyle G\mapsto \mathrm {Hom} (QF,GQ)} est représentable. Alors
{\displaystyle RF:D({\mathsf {A}})\to D({\mathsf {B}})}
en est un représentant et coïncide avec la définition usuelle. Le foncteur dérivé à gauche {\displaystyle LF} est défini de manière duale.
Le foncteur {\displaystyle Q} est une équivalence de catégories si on le restreint à une sous-catégorie {\displaystyle K^{\pm }({\mathsf {A}})}.
En supposant que A possède assez d'injectifs on peut utiliser une résolution injective (ou, de manière duale, s'il y a assez d'objets projectifs, considérer une résolution projective), et définir à partir d'elle un foncteur dérivé à droite (respectivement, à gauche) pour tout foncteur exact à gauche (respectivement, à droite). On définit alors les foncteurs {\displaystyle R^{\pm }} et {\displaystyle L^{\pm }}